# 弗里斯州立大學

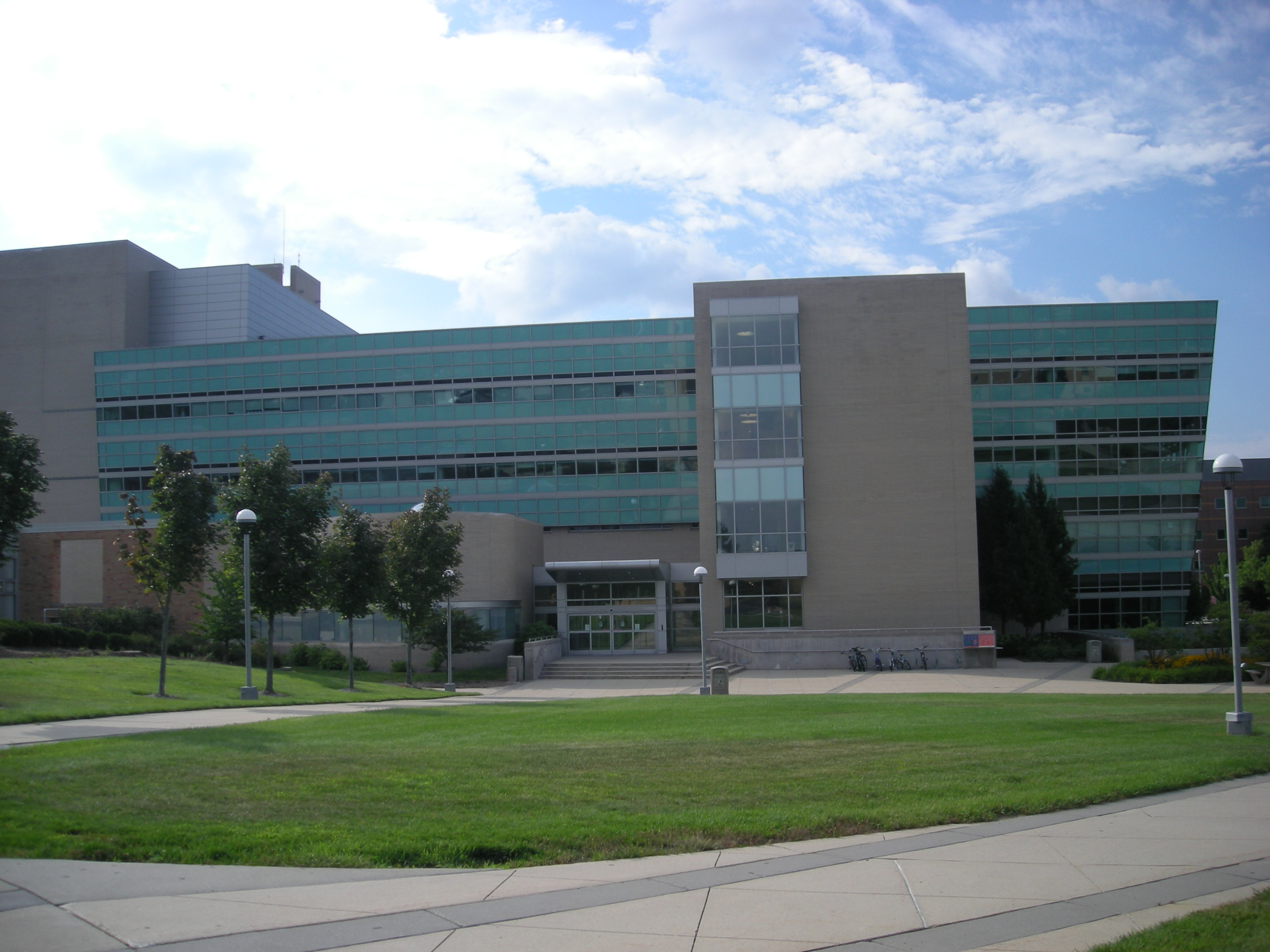
大學的圖書館“Ferris Library for Information, Technology and Education”

弗里斯州立大學（Ferris State University，簡稱：FSU和Ferris）是位於美國密歇根州大急流市的一所公立大學，成立於1884年。2015年《美國新聞與世界報道》在“中西部地區大學”排名中將其列在第54位。 按學生數量來算，弗里斯州立大學是密歇根州第九大大學

## 著名校友
- 賈斯汀·基南

## 外部連結
- Official website （页面存档备份，存于）
- Official athletics website